# Schloss Kammerberg

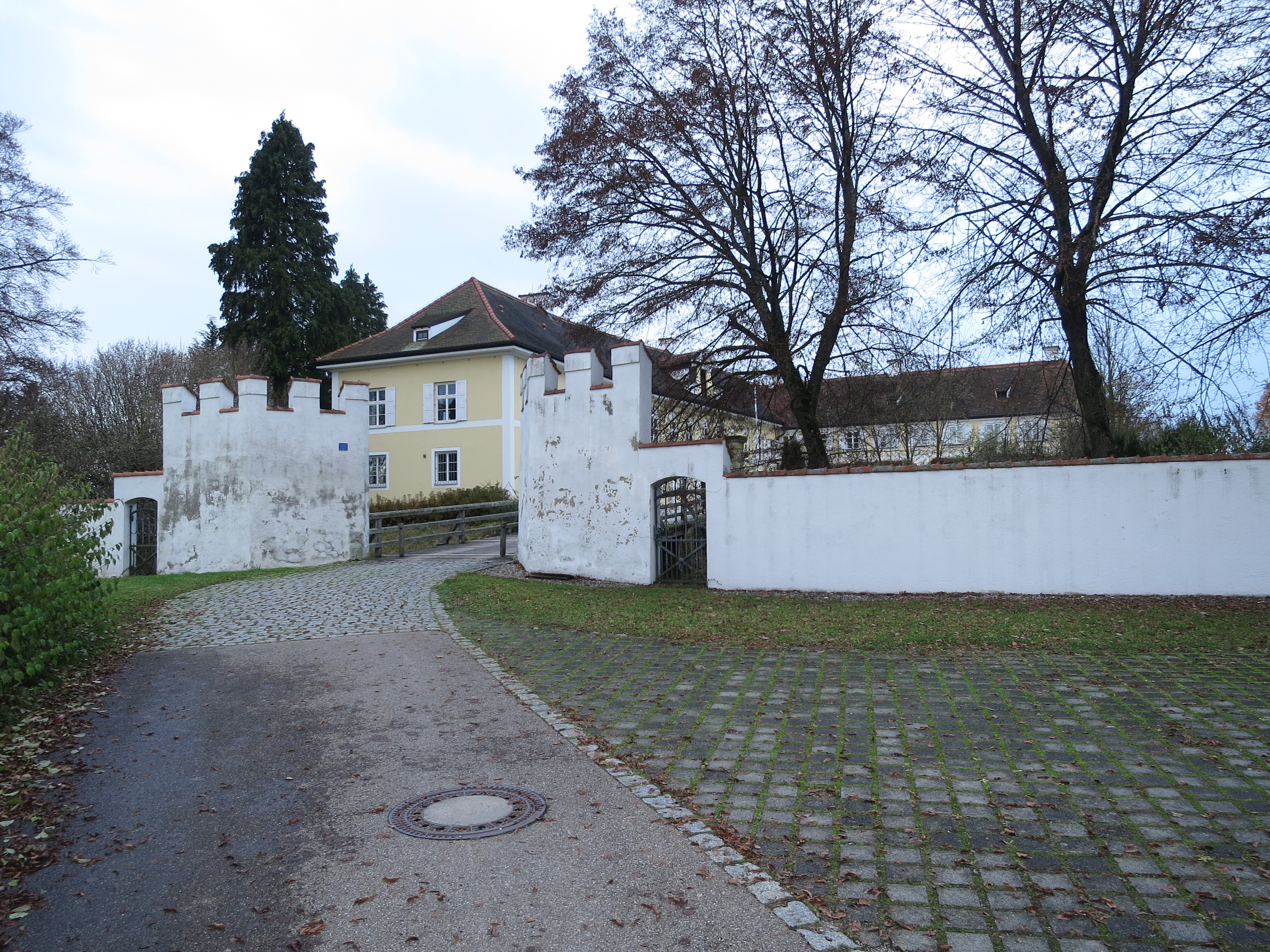
Schloss Kammerberg (2016)

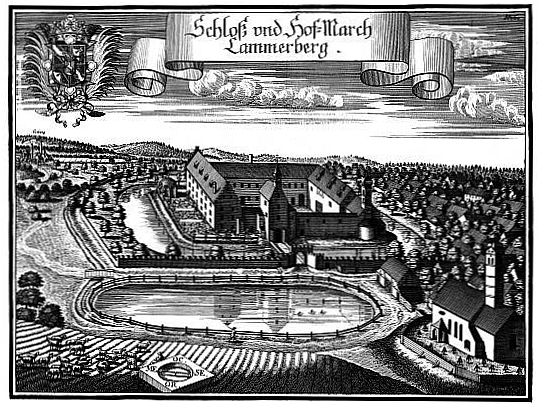
Schloss Kammerberg nach einem Stich von Michael Wening (um 1726)

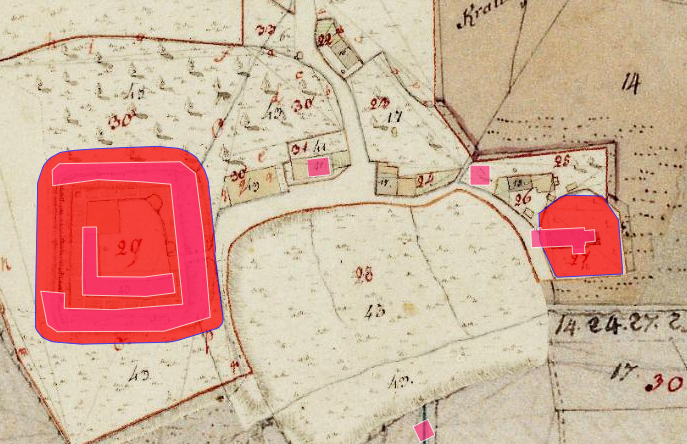
Lageplan von Schloss Kammerberg auf dem Urkataster von Bayern

Schloss Kammerberg ist ein Schloss in Kammerberg, einem Ortsteil der Gemeinde Fahrenzhausen im Landkreis Freising in Bayern. Es liegt 250 m westlich der Filialkirche St. Johannes d. T. in Kammerberg. Als Hofmarkschloss war es Herrensitz der Hofmark Kammerberg.

## Geschichte
Kammerberg wird erstmals zwischen 1006 und 1029 urkundlich als „Perga“ erwähnt. Das von den Herren von Hohenkammer abstammende Ortsadelsgeschlecht der „Chammerberger“ diente vom 13. bis zum 15. Jahrhundert den bayerischen Herzögen als Ministerialen, die vor allem als Richter und Pfleger tätig waren. 
Kammerberg wurde Sitz einer Hofmark, die zum Landgericht Kranzberg gehörte. Nachfolger der Chammerberger waren 1542 die Freiherren von Freyberg sowie die von Preysing und 1560 die von Bünau. 1609 verkaufte Rudolf von Bünau die Hofmark Kammerberg nach einem Brand an den Münchener Ratsbürger Franz Füll. Das heutige zweiflügelige Schloss wurde im 17./18. Jahrhundert neu erbaut, es war ursprünglich eine Vierflügelanlage. Die Anlage wurde mehrfach umgebaut. Der Westflügel, ein Walmdachbau mit Putzbandgliederungen, wurde 1790 neu erbaut. 
Im Jahr 1814 verkaufte die Familie Füll die Hofmark an den Posthalter zu Unterbruck Karl Friedrich von Paur (1780–1854). Seit 1826 leben im Schloss die Freiherren von Vequel-Westernach. Der Südflügel von 1603 wurde nach 1828 klassizistisch umgestaltet, er besitzt Rundbogenfenstern und einen Säulenportikus. Das Schloss ist bis heute an drei Seiten von einem spätmittelalterlichen Wassergraben umgeben. 

## Beschreibung
Die Anlage ist unter der Aktennummer D-1-78-123-16  als denkmalgeschütztes Baudenkmal verzeichnet und folgendermaßen beschrieben:
Wasserschloss Kammerberg, von der ursprünglichen geschlossenen Vierflügelanlage haben sich erhalten:
- Südflügel im Kern von 1603, nach 1828 klassizistisch umgestaltet mit Rundbogenfenstern und Säulenportikus, westlicher Teil 1972 neu erbaut in der Art des Vorgängerbaus
- und Westflügel, Walmdachbau mit Putzbandgliederungen, 1790 neu erbaut
- Schlossgraben, wohl spätmittelalterlich, an drei Seiten erhalten